# Zygmunt Kinel
Zygmunt Kinel (ur. 1912, zm. 8 maja 1941 koło Sevenoaks) – polski lotnik wojskowy, porucznik pilot lotnictwa wojskowego II RP i Polskich Sił Powietrznych, uczestnik II wojny światowej.

## Życiorys
Urodził się w 1912 roku w rodzinie o niemieckich korzeniach (nazwisko rodowe ojca: Kühnl), pochodzącej z Piotrkowa. Interesował się lotnictwem. 6 września 1933 roku brał udział w wypadku samolotu LKL-4, lecąc jako obserwator z Zygmuntem Martyniakiem w V Krajowym Konkursie Lotniczym; załoga odniosła obrażenia i została odwieziona do szpitala w Baranowiczach. W 1936 roku ukończył Szkołę Podchorążych Lotnictwa w Dęblinie w ramach IX promocji. Skierowany do służby w 4 Pułku Lotniczym w Toruniu, rok później przeniósł się do 5 Pułku Lotniczego w Lidzie. W listopadzie 1938 roku w składzie trójki pilotów 5 Pułku zwyciężył zespołowo w zawodach lotnictwa myśliwskiego w Toruniu.
Po wybuchu II wojny światowej walczył w kampanii wrześniowej w 151 Eskadrze Myśliwskiej przydzielonej do Samodzielnej Grupy Operacyjnej „Narew” w stopniu podporucznika pilota, latając na przestarzałym myśliwcu PZL P.7a. 2 września dowodząc kluczem samolotów wykonał lot rozpoznawczy, nie napotykając wroga; ponownie wykonał taki lot 8 września, lecz napotkane niemieckie myśliwce nie nawiązały walki. 11 września podczas rozpoznawania kolumny pancernej w rejonie Zambrowa został ciężko ranny od ognia przeciwlotniczego i lądował przymusowo po polskiej stronie. Trafił do szpitala w Wilnie, uznany w eskadrze za zaginionego.
W grudniu 1939 roku ożenił się. W styczniu 1940 roku zdołał wraz z żoną przedostać się do Szwecji. Został włączony do kadrowego dywizjonu myśliwskiego, który miał zostać użyty po stronie Finlandii w wojnie zimowej przeciw ZSRR. Po jej zakończeniu trafił do Francji, a po jej upadku, do Wielkiej Brytanii i wstąpił do organizowanych tam Polskich Sił Powietrznych.
5 listopada 1940 roku został przydzielony do brytyjskiego 607 Dywizjonu Myśliwskiego RAF, po czym 16 marca 1941 roku do polskiego 302 Dywizjonu Myśliwskiego, w stopniu porucznika.
8 maja 1941 roku około południa brał udział w locie bojowym eskadry B z lotniska w Kenley na myśliwcu Hawker Hurricane Mk IIB, podczas którego wziął udział w zestrzeleniu myśliwca Bf 109F-2 z dywizjonu I./JG 3 (pilot Ltn. Günter Pöpel trafił do niewoli). Do tego samego samolotu strzelał jednakże też ppor. Wacław Król i być może pchor. Marian Rytka (wszystkim trzem uznano jedno zwycięstwo, z tym że Rytce prawdopodobne). Podczas popołudniowego lotu eskadry B tego samego dnia por. Kinel, lecący Hurricane o znakach WX-N (nr Z3095), został zestrzelony o 18.02 w okolicy Sevenoaks przez Bf 109F pilota Ltn. Erwina Fleiga z eskadry 1./JG 51. Samolot rozbił się 8 km na południowy wschód od Sevenoaks, z pilotem w kabinie. Został pochowany na cmentarzu w Northwood.